# Collegio plurinominale Piemonte 1 - 02 (2017)
Il collegio elettorale plurinominale Piemonte 1 - 02 è stato un collegio elettorale plurinominale della Repubblica Italiana per l'elezione della Camera ta il 2017 ed il 2022

## Territorio
Come previsto dalla legge elettorale italiana del 2017, il collegio è stato definito tramite decreto legislativo all'interno della circoscrizione Piemonte 1.
Il collegio comprendeva la zona definita dai quattro collegi uninominali Piemonte 1 - 05 (Ivrea), Piemonte 1 - 07 (Settimo Torinese), Piemonte 1 - 08 (Moncalieri) e Piemonte 1 - 09 (Pinerolo).

## Dati elettorali

### XVIII legislatura
Come previsto dalla legge elettorale, 386 deputati erano eletti in 63 collegi plurinominali con ripartizione proporzionale a livello nazionale tra le coalizioni e le singole liste che avessero superato la soglia di sbarramento stabilita.
Nel collegio venivano eletti 11 deputati.
| Liste          | Liste                    | Proporzionale | Proporzionale | Proporzionale | Maggioritario | Maggioritario | Maggioritario |  |
| Liste          | Liste                    | Voti          | %             | Seggi         | Voti          | %             | Seggi         |  |
| -------------- | ------------------------ | ------------- | ------------- | ------------- | ------------- | ------------- | ------------- |  |
|                | Lega                     | 137 937       | 21,46         | 2             | 246 163       | 38,29         | 4             |  |
|                | Forza Italia             | 81 578        | 12,69         | 1             | 246 163       | 38,29         | 4             |  |
|                | Fratelli d'Italia        | 22 831        | 3,55          | –             | 246 163       | 38,29         | 4             |  |
|                | Noi con l'Italia – UDC   | 3 817         | 0,59          | –             | 246 163       | 38,29         | 4             |  |
|                | Movimento 5 Stelle       | 193 943       | 30,17         | 2             | 193 943       | 30,17         | –             |  |
|                | Partito Democratico      | 127 039       | 19,76         | 2             | 156 546       | 24,35         | –             |  |
|                | +Europa                  | 24 271        | 3,78          | –             | 156 546       | 24,35         | –             |  |
|                | Italia Europa Insieme    | 2 657         | 0,41          | –             | 156 546       | 24,35         | –             |  |
|                | Civica Popolare          | 2 579         | 0,40          | –             | 156 546       | 24,35         | –             |  |
|                | Liberi e Uguali          | 24 126        | 3,75          | –             | 24 126        | 3,75          | –             |  |
|                | Potere al Popolo!        | 8 032         | 1,25          | –             | 8 032         | 1,25          | –             |  |
|                | CasaPound                | 7 070         | 1,10          | –             | 7 070         | 1,10          | –             |  |
|                | Il Popolo della Famiglia | 4 299         | 0,67          | –             | 4 299         | 0,67          | –             |  |
|                | Partito Valore Umano     | 2 656         | 0,41          | –             | 2 656         | 0,41          | –             |  |
| Totale         | Totale                   | 642 835       | 100           | 7             | 642 835       | 100           | 4             |  |
|                |                          |               |               |               |               |               |               |  |
| Schede bianche | Schede bianche           | 5 960         | 0,89          |               |               |               |               |  |
| Schede nulle   | Schede nulle             | 18 962        | 2,84          |               |               |               |               |  |
| Votanti        | Votanti                  | 667 757       | 76,26         |               |               |               |               |  |
| Elettori       | Elettori                 | 875 652       |               |               |               |               |               |  |

## Eletti

### Eletti nei collegi uninominali
Eletti nella coalizione di centro-destra (Lega - FI - FdI - NcI-UDC)
     Eletti nella coalizione di centro-sinistra (PD - +EUR - CP - Insieme)
     Eletti nel Movimento 5 Stelle
| Collegio uninominale | Eletto | Eletto                      | Partito |
| -------------------- | ------ | --------------------------- | ------- |
| 5. Ivrea             |        | Alessandro Manuel Benvenuto | Lega    |
| 7. Settimo Torinese  |        | Carluccio Giacometto        | FI      |
| 8. Moncalieri        |        | Claudia Porchietto          | FI      |
| 9. Pinerolo          |        | Daniela Ruffino             | FI      |

1. ↑  In data 15.02.2021 aderisce al gruppo misto, non iscritti; in data 16.02.2021 alla componente «Cambiamo! - Popolo Protagonista»; in data 27.05.2021 a Coraggio Italia; in data 17.03.2022 al gruppo misto, componente «Azione - +Europa - Radicali Italiani».

### Eletti nella quota proporzionale
| M5S                             | Partito Democratico              | Lega                                         | Forza Italia  |
| ------------------------------- | -------------------------------- | -------------------------------------------- | ------------- |
|                                 |                                  |                                              |               |
| Jessica Costanzo Luca Carabetta | Davide Gariglio Francesca Bonomo | Alessandro Giglio Vigna Gualtiero Caffaratto | Roberto Pella |

1. ↑  In data 19.02.2021 aderisce al gruppo misto, non iscritti; in data 04.06.2021 alla componente «Alternativa»; in data 06.05.2022 torna nei non iscritti.